# Netanyacra leucopus
Netanyacra leucopus là một loài tò vò trong họ Ichneumonidae.